# Спин-Сити
«Спин-Сити», или «Кручёный город» или «Городская суета» (англ. Spin City) — американский телевизионный ситком, транслировавшийся по телеканалу ABC с 1996 по 2002 год. Действие происходит в штабе вымышленного мэра города Нью-Йорка. Главную роль — роль молодого заместителя мэра, ответственного за широкий круг вопросов, — поначалу исполнял Майкл Джей Фокс, а после его ухода в 2000 году — Чарли Шин.
За эту роль Майкл Джей Фокс был награждён премиями «Эмми» (2000), «Золотой глобус» (четыре премии с 1998 по 2001 г.) и двумя премиями Гильдии киноактёров США (1999, 2000).

## Сюжет
Майк Флаэрти умудряется находить выход из самых сложных ситуаций, но постоянно занят на работе, от чего страдает его личная жизнь. Майк должен решать, что делать, если мэр случайно оскорбил в своей речи сексуальные меньшинства, кому присматривать за его развязной женой на банкете, как договориться с бастующими мусорщиками, как поднять упавшие рейтинги мэра и так далее.
В команду Майка также входят пресс-секретарь Пол Лэсситер, амбициозный менеджер по персоналу Стюарт, ответственный за группы меньшинств гомосексуал Картер Хейвуд, наивный Джеймс Хоберт, занимающийся написанием речей мэра, и секретарь Майка по имени Джанел, позже секретарём становится ответственная Стейси, а Джанел становится секретарём мэра.

## В ролях

### Основной состав
- Майкл Джей Фокс — Майкл Флаэрти
- Барри Боствик — Рэндолл М. Уинстон-Младший
- Конни Бриттон — Никки Фабер
- Карла Гуджино — Эшли Шеффер
- Ричард Кайнд — Пол Лэсситер
- Алан Рак — Стюарт Бондек
- Тейлор Стенли — Карен
- Майкл Ботмэн — Картер Хэйвуд
- Александр Чаплин — Джеймс Хоберт
- Виктория Диллард — Джанелл Купер
- Хизер Локлир — Кэйтлин Мур
- Чарли Шин — Чарли Кроуфорд
- Дженнифер Эспозито — Стейси Патерно
- Лана Паррия — Энджи Ордонес

### Приглашённые звёзды
- Вуди Харрельсон — Томми Дюген
- Люк Перри — Спэнс Кеймер
- Аманда Пит — Шелли МакКори
- Марли Мэтлин — Сара Эдельман
- Ракель Уэлч — Эбби Лэсситер
- Фэйт Принс — Клаудия Сакс
- Дональд Трамп — Играет самого себя
- Хайди Клум — Играет саму себя
- Дэниз Ричардс — Дженнифер Дункан
- Лори Локлин — Мишелль
- Сэм Робардс — Артур
- Ванесса Марсел — Чокнутая Кара
- Скотт Вульф — Тим Коннелли
- Дафна Зунига — Кэрри
- Трейси Поллан — Рене
- Алисса Милано — Мэг
- Кортни Торн-Смит — Даниэлль Бринкман
- Кристофер Ллойд — Оуэн Кингстон
- Сэм Ллойд — Палеонтолог
- Рози О’Доннелл — Играет саму себя
- Френки Мунис — Дерек
- Присцилла Пресли — Тётушка Мэри Патерно
- Куин Латифа — Робин Джонс
- Джейсон Пристли — Скотт

## Рейтинг
| Сезон | Премьера         | Финал          | Показ     | Рейтинг | Кол-во зрителей (в млн) |
| ----- | ---------------- | -------------- | --------- | ------- | ----------------------- |
| 1     | 17 сентября 1996 | 13 мая 1997    | 1996-1997 | № 17    | 11.7                    |
| 2     | 24 сентября 1997 | 20 мая 1998    | 1997-1998 | № 47    | 11.2                    |
| 3     | 22 сентября 1998 | 25 мая 1999    | 1998-1999 | № 28    | 13.1                    |
| 4     | 21 сентября 1999 | 24 мая 2000    | 1999-2000 | № 33    | 12.4                    |
| 5     | 18 октября 2000  | 23 мая 2001    | 2000-2001 | № 56    | 7.1                     |
| 6     | 25 сентября 2001 | 30 апреля 2002 | 2001-2002 | № 78    | 8.4                     |

## Выход на DVD
Компания Shout! Factory выпустила на DVD все 6 сезонов шоу в первом регионе.
| Название                   | Кол-во эпизодов | Релиз           |
| -------------------------- | --------------- | --------------- |
| The Complete First Season  | 24              | 4 ноября 2008   |
| The Complete Second Season | 24              | 28 апреля 2009  |
| The Complete Third Season  | 26              | 3 ноября 2009   |
| The Complete Fourth Season | 26              | 15 февраля 2011 |
| The Complete Fifth Season  | 23              | 16 августа 2011 |
| The Complete Sixth Season  | 22              | 13 декабря 2011 |